# Mount Spohn
Mount Spohn är ett berg i Antarktis. Det ligger i Östantarktis. Nya Zeeland gör anspråk på området. Toppen på Mount Spohn är 3 240 meter över havet.
Terrängen runt Mount Spohn är huvudsakligen lite bergig. Mount Spohn är den högsta punkten i trakten. Trakten är obefolkad. Det finns inga samhällen i närheten.